# Tabanus rufidens
Tabanus rufidens är en tvåvingeart som beskrevs av Jacques-Marie-Frangile Bigot 1887. Tabanus rufidens ingår i släktet Tabanus och familjen bromsar. Inga underarter finns listade i Catalogue of Life.